# درایدن (ویرجینیا)
درایدن (به انگلیسی: Dryden) یک منطقهٔ مسکونی در ایالات متحده آمریکا است که در شهرستان لی، ویرجینیا واقع شده‌است. درایدن ۱۸٫۵ کیلومتر مربع مساحت و ۱٬۲۰۸ نفر جمعیت دارد و ۴۳۹ متر بالاتر از سطح دریا واقع شده‌است.